# Röderaue
Röderaue è un comune di 3 218 abitanti della Sassonia, in Germania.
Appartiene al circondario (Landkreis) di Meißen (targa MEI) ed è capoluogo della comunità amministrativa (Verwaltungsgemeinschaft) di Röderaue-Wülknitz.

## Geografia antropica

### Suddivisioni amministrative
Il territorio comunale comprende 4 centri abitati (Ortsteil):
- Frauenhain
- Koselitz
- Pulsen
- Raden